# 2013年トルコ反政府運動
2013年トルコ反政府運動（2013ねんトルコはんせいふうんどう）は、トルコのイスタンブールにあるタクスィム広場付近の緑地再開発計画に反対する、たった4人による抗議運動が発端となり発生した。反対運動はやがて強権主義的で派閥を問わず独裁者と批判されるレジェップ・タイイップ・エルドアン首相へ矛先が向けられ、同政権が発足して以来の大規模な反政権デモへと発展した。一連の反政府運動は2011年から2012年にかけて中東・北アフリカ諸国で政変をもたらしたアラブの春になぞらえ、トルコの春などとも呼ばれた。

## 背景
エルドアンやその所属政党公正発展党は穏健イスラム派とされ、エルドアンに代わる人材も見当たらず、好調な経済情勢もあり政権は10年以上の長きにわたって高い支持率を保持してきた。2008年頃より政府に対する反対派を次々と投獄し始め、近年は長期政権であるために国是の世俗主義を捨て、傲慢になったと批判されてきた。2013年5月24日には酒の販売や、飲酒場所の規制などを実施する法律を成立させたことなども、世俗主義者のみならず国民の多くに政権に対する不安や不満を生んだ（本来イスラム教では飲酒が禁止されているがトルコは憲法で厳密な政教分離を規定している。）。そしてエルドアン自身も名誉職に近い大統領に強大な権限を付与する憲法改正を行い、自身の2014年に予定されている大統領選挙への出馬も取り沙汰されていた。
当時、トルコでは神を冒涜する発言をtwitterで行ったとされた著名なピアニストや作家に有罪判決が下されたり、イスラム主義者がその価値観に反対する者を襲撃する事件が起こるなど、伝統的な世俗主義が鳴りを潜め、宗教色が強まり始めていた。再開発計画が持ち上がったタクスィム広場はトルコにとっては政教分離を象徴する、特別な場所でもあった。
ただし、反政府運動というよりは、イスラム主義派や世俗派に加え、極左から極右まで、幅広く参加している反エルドアン運動という向きが強く、エルドアンが退陣しなければ政権崩壊に繋がるとの見方もあり、現在のトルコは経済の躍進の一方、人権面で多々批判されており、その反動であるとも考えられる。

## 発端
エルドアンは最後の任期を迎えるにあたり、憲法改正など様々な国家的プロジェクトに着手していた。特にイスタンブールは、2020年夏季オリンピックの招致を目指していたこともあり大規模な再開発計画を推進。同市内の人気の観光スポットでもあるタクスィム広場の付近でも、交通渋滞の緩和などを目的とした改築工事が2012年11月より開始された。特に広場の近くにあるタクスィム・ゲジ公園はイスタンブールに残る最後の緑地とされてきたが、これを取り壊し、跡地にショッピングモールなどが入る、オスマン帝国時代の兵舎を模した建物の建設計画が開始された。しかし、この計画には緑地が失われることに対する批判や、計画そのものが地元住民を追い出すものであるとして反対の声が上がった。当初は木の伐採に反対するたった4人による抗議活動でしかなかったが、徐々に抗議活動が広まり、やがて警察は強引な手法を用いてこれを鎮めようとした。このことがエルドアンに対する抗議へと発展していった。

## 推移

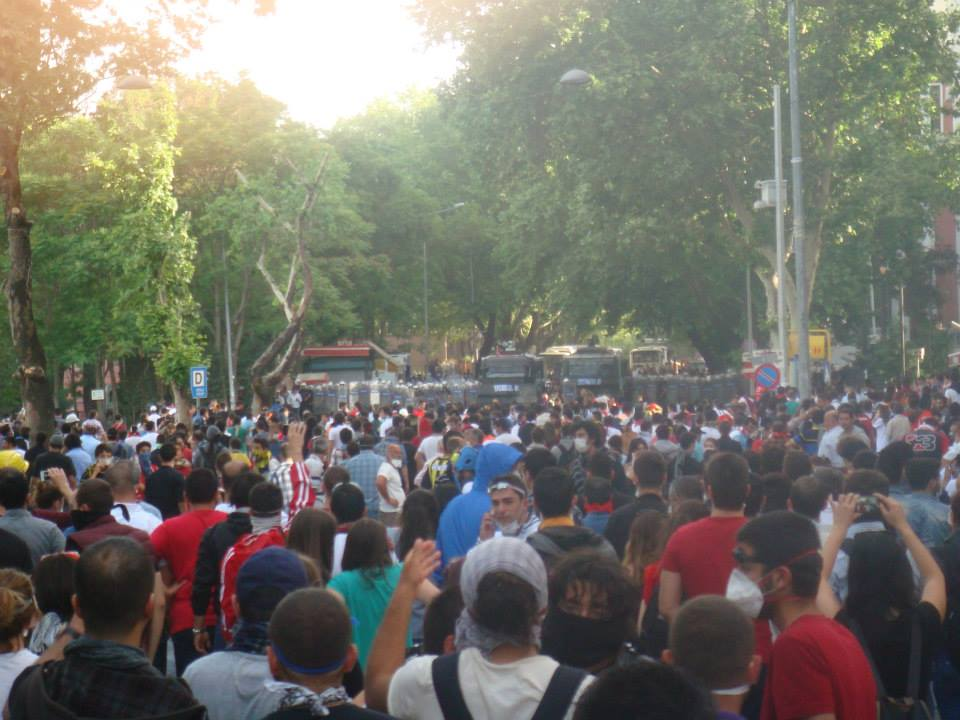
アンカラにおける抗議運動

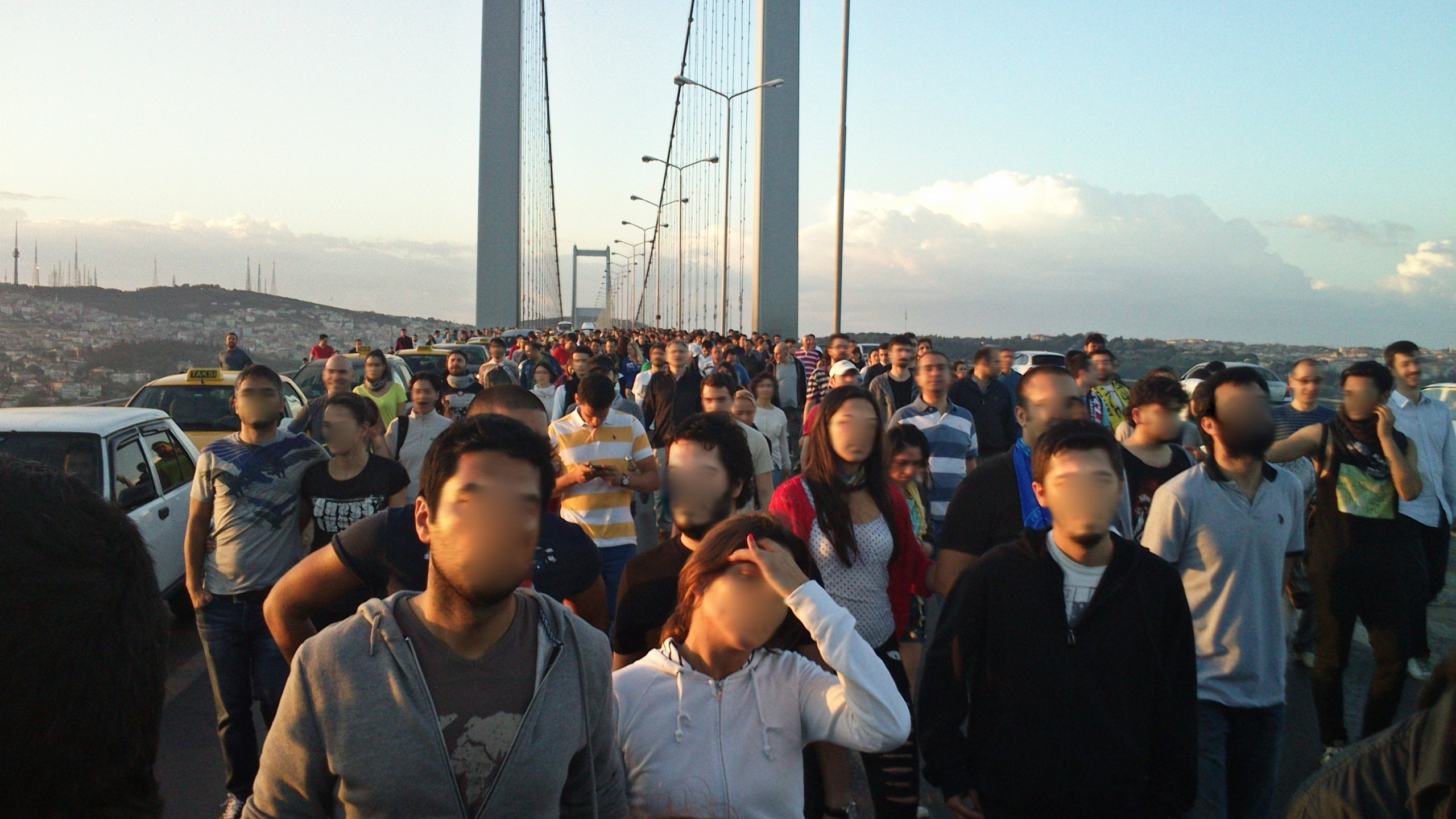
6月1日午前6時、ボスポラス橋を渡る人たち

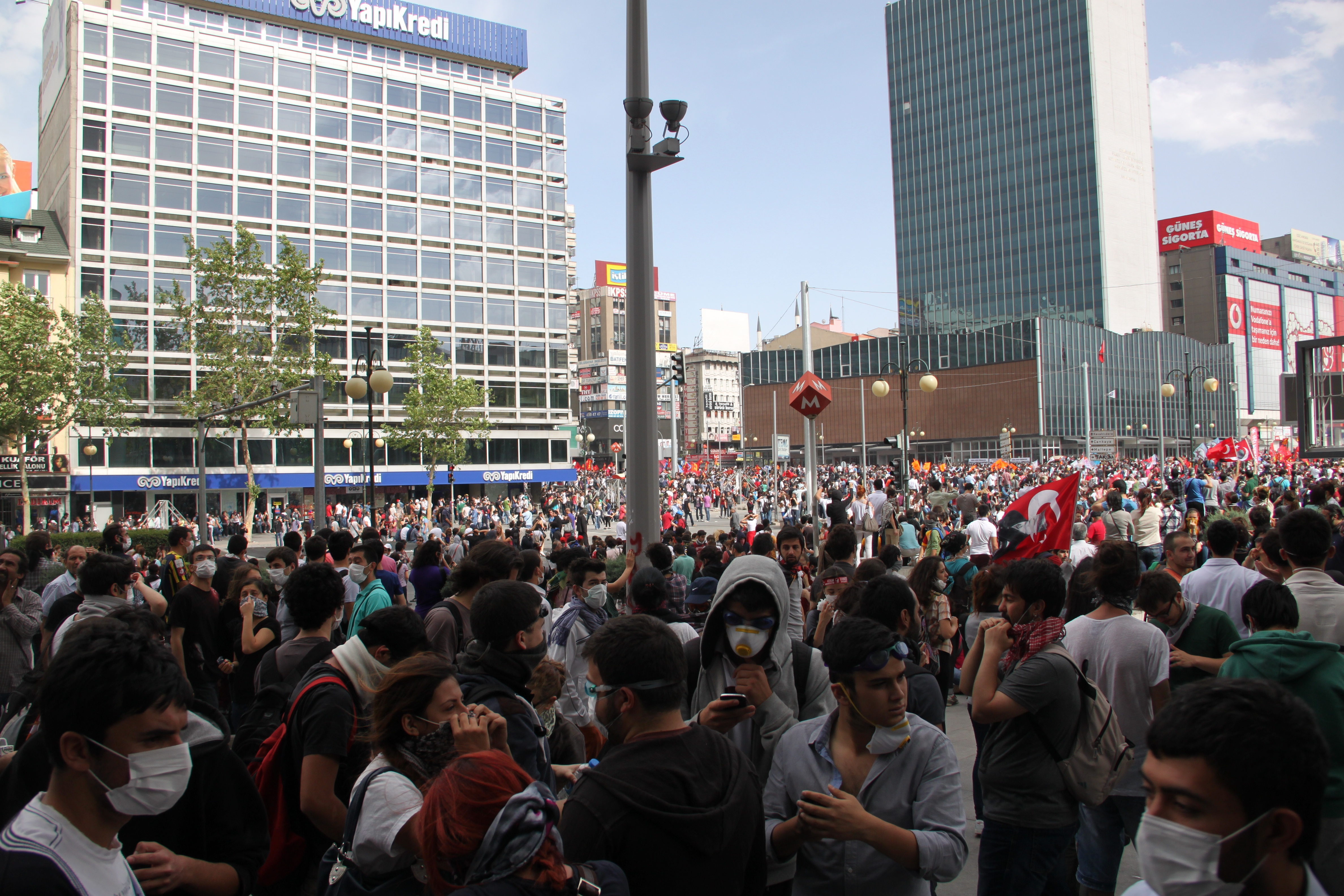
アンカラのクズライにおける抗議運動

### デモの拡大
2013年5月27日に計画反対を訴えるデモが始まり、やがて参加者は数千人規模に膨れ上がる。これを解散させるため5月31日には機動隊が催涙ガスや放水砲をデモ隊に対して使用し、数十人が重軽傷を負い、60人あまりが身柄を拘束された。6月1日には首相官邸を目指した約1000人のデモ隊に対し機動隊が催涙ガスなどを発射した。こうした事態を受け、5月31日、裁判所は建設計画の一時停止を命じた。
反対デモは保守的、権威主義的傾向を強めるエルドアン政権に反発する世俗主義勢力、左翼勢力が中核を担っているとされ、このほかにも環境主義者や国家主義者、クルド人勢力など幅広い政治勢力が参加した。6月2日までにトルコの67都市で235ものデモが実施されるなど、瞬く間にトルコ全土に反政府運動として広まった。6月1日夜に機動隊が装甲車を撤収させたことでいったんは落ち着いたものの、6月2日にはデモ隊にタクシーが突っ込み男性が死亡し、初の死者が出る。公正発展党の事務所も襲撃を受け、6月3日にはアンタキヤにて22歳の男性が発砲を受け死亡。6月4日には革新派に属する公務員労働組合連合(KESK)が2日間のストライキ突入を表明した。

### 政権側の対応
一地域の再開発計画に対する反対運動の矛先を向けられる形となったエルドアン首相は、当初から抗議運動に対し強い姿勢で臨むことを強調し、参加者を「過激派」「野蛮人」呼ばわりした。5月31日には政府の方針に対する抗議は法と民主主義の範囲内で行うべきとして暴力的手段による抗議を非難、即時停止を呼びかけた。6月1日には、催涙ガスの使用など機動隊の一連の対処方法には問題があったことを認めたものの、裁判所による開発計画の一時凍結も無視し、計画を継続することも合わせて発表。むしろタクスィム広場にある公会堂を取り壊して宗教施設であるモスクを建設すると宣言した。
また、一連の反政府運動は共和人民党が扇動したものであると決めつけたものの、実際には幅広い政治層がデモに参加していた。エルドアンだけでなく、イスタンブール市長のカディル・トプバシュは、一連の反政府デモには本来の純粋な再開発計画反対が目的の参加者もいるが、政治的な意図を持つ者たちに操られていると主張してきた。
政権打倒を目指すデモをアラブの春になぞらえて「トルコの春」と呼ぶ動きに対しては、エルドアンは自らが複数政党下で民主的に選ばれているとして、これに反論。むしろ政治・経済改革を体現する自らが「トルコの春」であり、デモは民衆の支持を得ていないと主張した。予定されていた北アフリカ諸国訪問も予定通り行われた。
収まらない反政府運動に対し、6月4日になってビュレント・アルンチ副首相がデモの初動対応が不適切であったことを認め、負傷したデモの参加者に対する陳謝を表明。初期の抗議グループとの会談を表明したほか、国民の声を無視するつもりはないとも発言したが、デモの沈静化にはつながらなかった。
同5日、副首相がデモの代表者と面会したが、デモは沈静化の様子を見せていない。
同7日、エルドアンはデモに一定の理解を示したが、強硬姿勢は崩さなかった。デモは長期化すると思われる
同14日、エルドアンはデモ隊と対話を行い、公園再開発の一時棚上げを表明した。デモ隊はそれを基にデモを続行するか検討したが、デモ隊の中心組織「タクシム連帯」は公園からの退去を拒否し、「公園に居続ける」「あらゆる不公正に反対する」との声明を出した。

## デモの影響
反政府運動の拡大を嫌気し、6月3日にはイスタンブール証券取引所のISE100指数が8％下落。10年国債利回りも5月31日には6.84％であったが6月3日には7.12％に上昇した。トルコリラは対USドルに対し値を下げ、6月3日には2012年1月以来の安値となる1USドル＝1.90リラとなった。
イスタンブールのオリンピック招致委員会は、6月2日に一連のデモに対し遺憾の意を表明。2020年夏季オリンピックの開催地選考に悪影響が出るとの見方もなされた。実際、同年9月7日にアルゼンチンのブエノスアイレスで開催された第125次IOC総会において、イスタンブールは落選した。
6月20日に中南部の都市メルスィンで開幕した地中海競技大会では、チケットが開幕10日前に発売され、即完売となった。しかし通常はアマチュアスポーツの競技会でこのようにチケットの売れ行きが良いことはなく、しかも単一のIDが全部のチケットを買っていることなどから、大会中の抗議活動を避けるために公正発展党による買占めがあったことが露見した。
今回のデモへの対応などを受け、6月26日に予定されていたEU加盟交渉の一部が中止された。トルコ側は、この決定を主導したドイツがこの問題を選挙に利用していると批判し、ドイツ・トルコ両国が互いに大使を呼び説明を求めた。。

## 人権・検閲
今回の件に関して、人権面において多数問題が見られる。デモの鎮圧に警察力を導入し催涙剤を多用して鎮圧を試みたことが１つ。さらに、デモの呼びかけに使われたTwitterやFacebookに関してもアクセス遮断に近い実質的な検閲が用いられた上、「嘘の情報を広めた」という罪状でTwitterの利用者25人が逮捕された。
なお、トルコは報道の自由が殆どないことでも知られており、国境のない記者団が発行した2012年の報告書によると、 「世界で最も多くのジャーナリストが投獄された国」でもある。今回の件についても政権よりの現地のメディアはほとんど報道していないが、それがかえって政権への反感を煽っている。。

## 各国の反応
- アメリカ合衆国 - 国務省のジェン・サキ報道官は警察力を用いた強圧的な鎮圧に懸念を表明し、平和的なデモは容認するよう求めた[31]。
- 欧州連合 - キャサリン・アシュトン外務・安全保障政策担当上級代表は、トルコ政府と反政府デモ隊の双方に自制を促した[15]。
- シリア - 外務省がトルコへの渡航自粛勧告を出した[32]。